# Riwoqe-Pony
Das Riwoqe-Pony (auch Riwoche-Pony) ist eine ursprüngliche Pferderasse aus dem Nordosten Tibets. Es wird als Pack- und Reitpferd verwendet.  Für die Rasse wird derzeit kein Stutbuch geführt. 

## Merkmale
Mit einem Stockmaß von rund 122 cm und einem Gewicht von etwa 300 kg gehört die Rasse zu den Ponys. Ihr Körperbau ist kantig. Ihre Ohren sind klein. Riwoqe-Ponys haben kurze Kiefer, eine gerade und flache Stirn sowie charakteristisch geformte Nüstern.
Es kommen nur Falben mit Aalstrich vor, die häufig Zebrastreifen auf der Rückseite der Beine aufweisen. Aufgrund ihrer Stehmähne ähneln die Ponys den Przewalski-Pferden und Pferden, die in Höhlenmalereien dargestellt sind.

## Entdeckung durch westliche Forscher

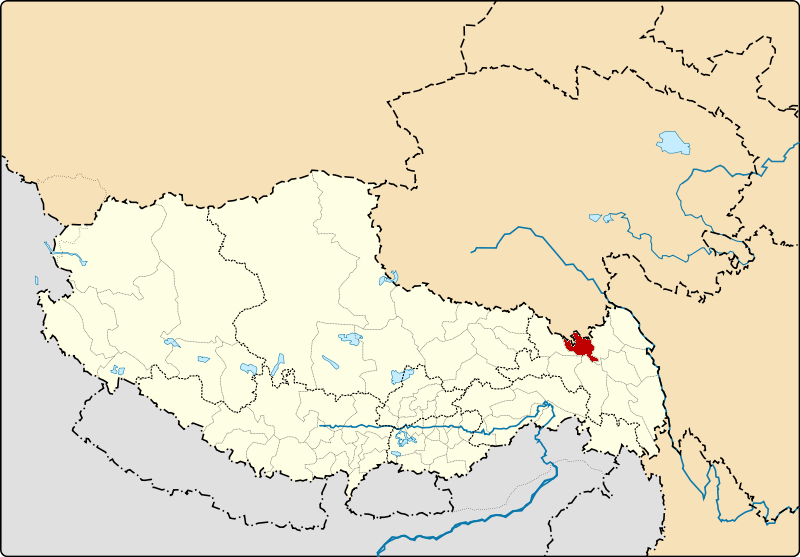
Riwoqê, Tibet

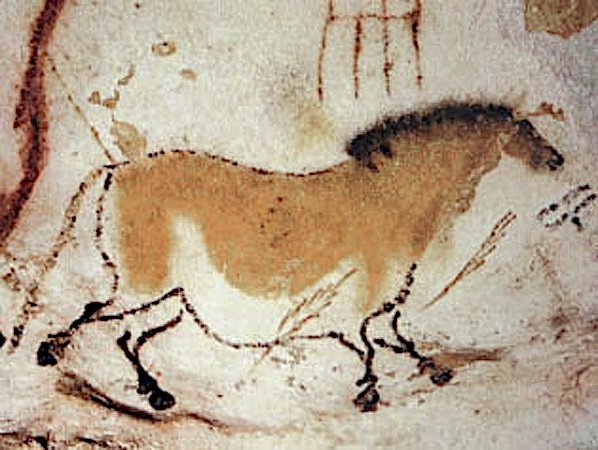
Höhlenmalerei eines Pferdes, Höhle von Lascaux, Frankreich

Die lokale Bevölkerung der Bön verwendet das Riwoqe-Pony als Arbeitspferd, und berichtet über die Domestizierung der Rasse.
1995 beschrieb der französische Ethnologe Michel Peissel das Riwoqe-Pony, das er in einem abgeschiedenen Tal fand und benannte es nach seinem Ursprungszuchtgebiet Riwoqê (auch bekannt als Riboche) in der Region Kham im  im Nordosten Tibets. Das Tal ist nur über einen etwa fünf Kilometer langen, beschwerlichen Bergpass erreichbar. Ursprünglich diente die Expedition dem Zweck, die tibetische Pferderasse Nangchen-Pferd genauer zu untersuchen, welche Peissel zuletzt 1993 beobachtet hatte. Peissel beschrieb die äußere Ähnlichkeit des Riwoqe-Ponys mit dem Przewalski-Pferd, jedoch seien die beiden Rassen seiner Meinung nach nicht nahe verwandt.
Der britische Pferdepsychologe Ignasi Casas, der die Expedition begleitete, spekulierte, dass das Riwoqe-Pony ein lebendes Fossil, also eine Restpopulation von Wildpferden sei, da es seit Langem von anderen Pferden isoliert gelebt habe. Casas führte die urtümlichen Merkmale auf die Isolation der Riwoqe-Ponys zurück. Das Tal, in dem sie vorkommen, ist zu beiden Seiten von hohen Bergpässen umgeben. Aufgrund des mangelhaften Nahrungsangebots können die Tiere die Bergpässe wahrscheinlich nicht alleine überwinden. Andere spekulierten, ob es sich um eine evolutionäre Verbindung zwischen prähistorischen und domestizierten Pferden handeln könnte.
Peissel und sein Team entnahmen den Ponys Blutproben, um sie genetisch zu untersuchen. Die Proben wurden an Steve Harrison weitergegeben, der zu diesem Zeitpunkt als Genetiker am Royal Agricultural College in Cirencester, England arbeitete. Die genetische Untersuchung bestätigte die Spekulationen jedoch nicht. Das Riwoqe-Pony ist genetisch ein modernes Hauspferd.